# Shaun Goodwin
Shaun Lee Goodwin (sinh ngày 14 tháng 6 năm 1969) là một cựu cầu thủ bóng đá người Anh và manager.

## Sự nghiệp
Goodwin khởi đầu sự nghiệp với Rotherham United vào tháng 7 năm 1987. Ông có 280 lần ra sân và ghi 39 bàn ở Football League cho câu lạc bộ trước khi gia nhập đội bóng non-league Doncaster Rovers. He cũng thi đấu cho Altrincham và Gainsborough Trinity.
Ông được bổ nhiệm làm huấn luyện viên của Maltby Main năm 2002 và rời câu lạc bộ vào tháng 1 năm 2005.